# Hollywoodgate
Hollywoodgate és una pel·lícula documental alemanya-estatunidenca del 2023 escrita i dirigida per Ibrahim Nash'at. Es va estrenar fora de competició al 80a edició del Festival de Cinema de Venècia. Va ser llançada als Estats Units el 19 de juliol de 2024.

## Producció
La pel·lícula es va rodar en més d'un any,   ai fa una crònica de la vida quotidiana a l'Afganistan de El comandant de la força aèria talibans Mawlawi Mansour, i un dels seus soldats, el fundamentalista M.J. Mukhtar, després de la retirada estatunidenca de l'Afganistan.

## Llançament
La pel·lícula es va estrenar fora de competició a la 80a Mostra Internacional de Cinema de Venècia. Més tard es va projectar al Festival de Cinema de Telluride de 2023, al Festival de Cinema Nits Negres de Tallinn de 2023,  al Festival Internacional de Cinema Documental d'Amsterdam de 2023, al Festival Internacional de Cinema de Jeonju de 2024,  al Festival Internacional de Cinema de Seattle de 2024, al Sheffield DocFest de 2024, al Filmfest München de 2024, el CPH: DOX de 2024, al Festival de Cinema Documental Antenna de 2024, al 48è Festival Internacional de Cinema de  Hong Kong, el Doc Fortnight de 2024, el Fesetival Documental de Tessalònica de 2024, i el Doc Point de 2024 i va inaugurar el Festival Internacional de Cinema de Nova Zelanda de 2024 i el ZagrebDox International Documentary Film Festival de 2024.
La pel·lícula es va estrenar als Estats Units el 19 de juliol de 2024. S'ha de llançar a les regions de l'Orient Mitjà i el Nord d'Àfrica (MENA) a partir del 30 d'agost de 2024, on el distribuïdor amb seu a Dubai Front Row Filmed Entertainment ha adquirit els drets de distribució.

## Recepció
Al lloc web de l'agregador de ressenyes Rotten Tomatoes, el 91% de les crítiques de 32 crítiques són positives, amb una valoració mitjana de 7,4/10. El consens del lloc web diu: "Una exposició sobre els talibans que només pot mostrar allò que li estava permès al documentalista Ibrahim Nash'at, Hollywoodgate ofereix una visió incompleta però vital del nou status quo de l'Afganistan.
 Metacritic, que utilitza una mitjana ponderada, assignada. la pel·lícula una puntuació de 74 sobre 100, basada en 13 crítics, indicant crítiques "generalment favorables".

### Reconeixements
La pel·lícula va ser nomenada com a guanyadora de "L'ull d'or" del Festival de Cinema de Zuric de 2023, el "Premi del jurat de fotograma complet" de la Full Frame Documentary Film Festival del 2024, l'"AFF Feature Documentary Award" al Festival de Cinema d'Adelaide de 2023, el "Premi Fipresci" al Festival de Cinema d'El Gouna de 2023, i també va rebre els màxims honors d'Estrella d'or d'El Gouna pel cinema documental, la "Millor pel·lícula de drets humans" del Festival Internacional de Cinema Documental de Drets Humans de Verzio del 2023. També va guanyar el premi a la millor pel·lícula de la secció NETPAC a la XII edició de l'Asian Film Festival Barcelona.